# 有竹重治
有竹 重治（ありたけ しげはる、1945年 - 2016年10月10日）はアンティークウォッチディーラー、アンティークロレックスのコレクター。三重県四日市市出身。

## 略歴
- 1971年、空手の指導員として渡英、大学などで指導にあたるが、不慮の怪我で引退[2]。
- 1977年ライターや万年筆など扱うストール「Aritake Antiques」をロンドンのキングス・ロードの「アンティキュアリアス」（現在は内部が改装されアンティーク店は全て移転）にオープン[2]。イタリア人アンティークウォッチコレクターとの出会いがきっかけで、当時ほとんどいなかったアンティークウォッチ専門のディーラーとなる。店舗での販売の一方、稀少なアンティークロレックスの収集を始める。[3][4]
- 1997年、ワールドフォトプレスの監修で自身のコレクションを纏めた書籍「ロレックスシーン」を発表。数多くのアンティークウォッチを日本に卸し、アンティークウォッチブームを仕掛けた[2]
- 2004年には東京表参道に「Dazzling」をオープン[2]
- 2008年ロンドン「アンティキュアリアス」の閉鎖により、ポートベローへ移転[2]。土曜日にストールを出す。

## 著書
- ROLEX SCENE(1997年、ワールドフォトプレス)